# Pedaliodes pedacia
Pedaliodes pedacia är en fjärilsart som beskrevs av William Chapman Hewitson 1868. Pedaliodes pedacia ingår i släktet Pedaliodes och familjen praktfjärilar. Inga underarter finns listade i Catalogue of Life.

## Bildgalleri

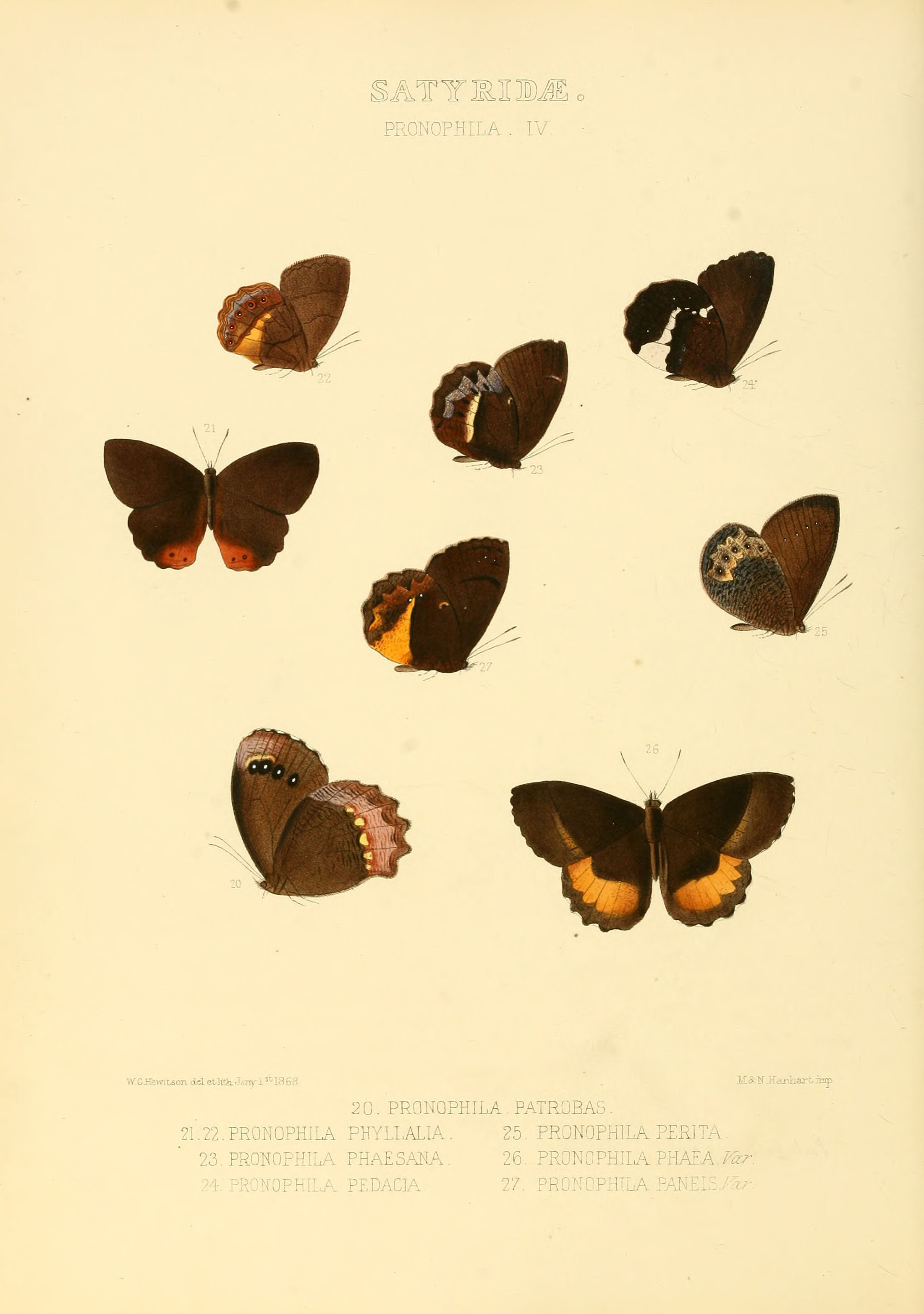